# Бебельно-Весь
Бебельно-Весь (пол. Bebelno-Wieś) — село в Польщі, у гміні Влощова Влощовського повіту Свентокшиського воєводства.
Населення — 406 осіб (2011).
У 1975-1998 роках село належало до Келецького воєводства.

## Демографія
Демографічна структура на день 31 березня 2011 року:
|          | Загалом | Допрацездатний вік | Працездатний вік | Постпрацездатний вік |
| -------- | ------- | ------------------ | ---------------- | -------------------- |
| Чоловіки | 209     | 49                 | 134              | 26                   |
| Жінки    | 197     | 38                 | 105              | 54                   |
| Разом    | 406     | 87                 | 239              | 80                   |